# Ахорн (Баден)
Ахорн (њем. Ahorn) општина је у њемачкој савезној држави Баден-Виртемберг. Једно је од 18 општинских средишта округа Маин-Таубер-Крајс. Према процјени из 2010. у општини је живјело 2.306 становника. Посједује регионалну шифру (AGS) 8128138.

## Географија
Ахорн се налази у савезној држави Баден-Виртемберг у округу Маин-Таубер-Крајс. Општина се налази на надморској висини од 360 метара. Површина општине износи 54,0 km².

## Становништво
У самом мјесту је, према процјени из 2010. године, живјело 2.306 становника. Просјечна густина становништва износи 43 становника/km².